# Darwen Football Club
Maillots
Dernière mise à jour : 8 août 2014.
Le Darwen Football Club est un club de football anglais aujourd’hui disparu basé dans la ville de Darwen dans le Lancashire dans le nord-ouest de l’Angleterre.
Le club a connu sa meilleure période dans les premières années du football anglais, atteignant la demi-finale de la Coupe d’Angleterre en 1880-1881 et participant aux premières années du championnat d’Angleterre de football.
Le club est membre de la Football League de 1891 à 1899 avant de rejoindre la Lancashire League en 1900. À partir de cette date le Darwen FC dispute uniquement des championnats régionaux.
Lors de sa dernière saison d’existence, le Darwen Football Club dispute la North West Counties Football League avant d’être mis en liquidation judiciaire. Une équipe lui succède peu après, le Darwen AFC.

## Quelques dates
- 1879–80 - Vainqueur de la toute première Lancashire Senior Cup en battant les Blackburn Rovers en finale.
- 1880–81 - Demi-finalistes de la FA Cup après avoir battu Romford FC 15-0 en quarts de finale. Défaite en demi-finale 3-0 contre les futurs vainqueurs de l'épreuve, le Old Carthusians Football Club.
- 1889–90 - Membre fondateur de la Football Alliance.
- 1891–92 - Choisi pour faire partie de la Football League.
- 1892–93 - Non réélu pour faire partie de la Première division, le club est coopté pour figurer en Football League Division Two. À la fin de la saison, le club est sportivement promu en première division.
- 1893–94 - Relégué à nouveau en deuxième division après avoir perdu le match de barrage.
- 1899 - Ne demande pas sa réélection au sein de la Football League.
- 1899–00 - Rejoint la Lancashire League.

## Anciens joueurs
- Fergus Suter
- William Townley